# ミホ・モスリシュヴィリ
ミヘイル・“ミホ”・モスリシュヴィリ(IPA: [mixɔ mɔsuliʃvili]; グルジア語: მიხეილ "მიხო" მოსულიშვილი、英語: Mikheil "Miho" Mosulishvili、1962年12月10日 - ) はジョージアの作家、脚本家。

## 経歴
1986年にトビリシ国立大学を卒業。その後、様々な新聞社で地質学者やジャーナリストとして活動し、多数のジョージア語の小説、戯曲やボリス・アクーニンの小説3作の翻訳を出版した。モスリシュヴィリの戯曲はジョージアの劇場やテレビ、ラジオで上演された。彼の作品のいくつかはラトビア語、英語、ドイツ語、アルメニア語、ロシア語に訳されている。
代表作に『プレナ・ウカスロド』や伝記小説『ヴァジャ・プシャヴェラ』などがある。
物理学者リグリ・モスリシュヴィリをおじに持ち、彼の独特の思考形式はミホ・モスリシュヴィリの創造性に影響を与えた。

## 著作

### 書籍
- My Redbreast、Glosa 出版、2015
- ミカエル・トネの家具と私たちの涙によって作成されたラウダキア・コーカシア、または怒りの世紀の幸せな心理学的肖像、Ustari 出版、2014
- A Big She-Bear、Saunje 出版、2013
- 魂の川、Intelekti 出版、2012
- Nowhere to Nowhere、Saunje 出版、2012
- Helessa、Ustari 出版、2012
- The Mercy Stone、シエスタ出版、2011
- Vazha-Pshavela、Pegasi 出版、2011
- ほぼピカソと少しのボッシュ、右から、Saari 出版、2010
- 白鳥の雪、サーリ出版、2004
- ベンデラ、サーリ出版、2003
- Flight With a Cask、バクルスラカウリ出版、2001; Gumbati、2007、2011
- The Untimely Timeの騎士、ベストセラー出版、1999
- Space in the Vertical、Merani出版、1997
- 月明かりの日のフレスコ画、Merani 出版、1990
- 森の男、文化省コレギウム、1988

### 戯曲
- ラウダキア・コーカシア（2013）
- マイレッドブレスト（2012）
- Vazha-Pshavela Or Seeing Unknown（2012）
- マルメロとクリスマスグース（2010）
- カプラビートルとハウスマウス（2010）
- ダンシングウィズザデッド（2005）
- 白い軍隊（1997）
- ツイストオブザボーダー（1995）
- ウッドマン（1988）

### 脚本
- Kakhetian Train （2019）、Lali Kiknavelidze監督のドラマ映画（35分）

## 受賞歴
- 教師、情報、教育リソースの専門家育成のためのジョージアンセンターによる文学コンテスト「教師のためのベストショートストーリー」の最優秀賞：ショートストーリー「マスタードシードのための」雑誌「教師」とインターネット新聞「mastsavlebeli.ge」天使のために、トビリシ、2019

- ジョージア民主共和国の100周年を記念するカクタ映画脚本のためのジョージア国立映画センター賞　2015年
- M. Tumanishvili Fund、Tumanisvili Film Actors 'Theatre、Tbilisi Mayor's Office Cultural Enterprise Centre's Joint Competition Prize for New Georgian Plays for for one-act mythological-ritual play Vazha-Pshavela or Seeing the Invisible、2012

- ヘレサ映画小説（概要に基づく）銀賞、サミットマーケティング効果賞。[6] ノミネーション、小予算、オレゴン州ポートランド、2012年[7]
- 伝記小説Vazha-Pshavelaの ガラ（文学賞）、2011

- ストーリーザナイトビフォー、ヘルトビシ文学コンペティション賞、2007年
- 2006年ギリシャ、アテネの物語Alloplantで文学コンテストのフォーミュラNLO賞 2006

- Bekar International Literary Competition（作曲）、2005年、ロシア、モスクワのThe Pharisee Councilの 「Jazz and Rock Music：Prose」賞にノミネート
ジョージアN132大統領（文学雑誌Tsiskariの創立150周年記念）によって授与された名誉勲章、1998年[8]

- The White Army、1998年作家連合演劇賞
- トビリシ市長室、トビリシ青少年局、およびブックラバーのベストセラー連合文学コンペティション：小説「アンタイムリータイムの騎士」、1998年
- ジョージ王朝時代のテレビとラジオ委員会賞、ラジオプレイ「森の男」、1987年

## 参考資料
- Literary Articles by Maia Jaliashvili, Tbilisi, Tskarostvali Publishing, 2006, ISBN 99940-899-0-0 (in Georgian)
- Twitter Short Story: The River of the Soul By Mikho Mosulishvili
- Intelekti Publishing: Author Mikho Mosulishvili